# Slap Shot (videogioco)
Slap Shot è un videogioco sportivo del 1990 per Sega Master System.

## Modalità di gioco
Simile a Blades of Steel e Ice Hockey per Nintendo Entertainment System, nel gioco sono presenti due modalità di gioco (amichevole o torneo) e 24 squadre di hockey, divise in tre diversi gironi (identificati in ordine di difficoltà decrescente con le lettere A, B e C). Sia in singolo che nella modalità multigiocatore, presente solo per le partite amichevoli, è possibile incontrare esclusivamente squadre appartenenti al proprio girone.